# Подсосонье (Гдовский район)
Подсосонье  — деревня в Гдовском районе Псковской области России. Входит в состав Плесновской волости.

## География
Деревня находится в северной части области, на северо-востоке района, в зоне хвойно-широколиственных лесов, на реке-старице Стягла (Старая Плюсса) недалеко от реки Плюсса, в 27 км к востоку от города Гдова, административного центра района, и в 10 км к югу от волостного центра Плесна.

### Климат
Климат характеризуется как умеренно континентальный, с относительно коротким тёплым летом и продолжительной, как правило, снежной зимой. Средняя многолетняя температура самого холодного месяца (января) составляет −8 °С, температура самого тёплого (июля) — +17,4 °С. Среднегодовое количество осадков — 684 мм.

## История
Впервые упоминается в писцовой книге Прибужской волости 1581/82 года.

«(Дрв) Подсосенье: (в) Манулко Яковлев, (в) Исачко Григорьев, (в) Иванко Семенов, (в) Иванко Степанов, (в) Фетка Семенов да два двора пусты, по старому писму пашни в поле двенатцать коробей, а в дву по тому ж, сена сто пятьдесят копен, три обж[и], оброку с обжи по четыре рубли с полтиною, крестьяне живут на всей.»— [РГАДА, Ф.1209, Оп. 1, № 968, л. 526]

## Население
| 2001 | 2002 | 2010 |
| ---- | ---- | ---- |
| 71   | ↘60  | ↘32  |

Согласно результатам переписи 2002 года, в национальной структуре населения русские составляли 100 % из 4 человек.

## Инфраструктура
Личное подсобное хозяйство с зоной сельскохозяйственного использования, индивидуальная застройка усадебного типа.

## Достопримечательности
Часовня Преображение Господне.

## Транспорт
Автобусное сообщение с райцентром. Остановка общественного транспорта «Подсосонье».